# Paraclius peruanus
Paraclius peruanus är en tvåvingeart som beskrevs av Becker 1922. Paraclius peruanus ingår i släktet Paraclius och familjen styltflugor.
Artens utbredningsområde är Peru. Inga underarter finns listade i Catalogue of Life.